# Kanton Provenchères-sur-Fave
Kanton Provenchères-sur-Fave (fr. Canton de Provenchères-sur-Fave) byl francouzský kanton v departementu Vosges v regionu Lotrinsko. Skládal se ze sedmi obcí. Zrušen byl po reformě kantonů 2014.

## Obce kantonu
- Le Beulay
- Colroy-la-Grande
- La Grande-Fosse
- Lubine
- Lusse
- La Petite-Fosse
- Provenchères-sur-Fave